# إصابة ليسفرانك
إصابة ليسفرانك (بالإنجليزية: Lisfranc injury) هي إصابة تحدث في القدم، حيث يحدث إزاحة واحد أو أثنان من عظام مشط القدم عن الرصغ.